# Zamenis lineatus
La culebra de Esculapio italiana (Zamenis lineatus) es una especie de serpiente de la familia Colubridae.

## Distribución geográfica
Z. lineatus es endémico de Sicilia y el sur de Italia. El límite del norte de su distribución geográfica es la Provincia de Caserta en el oeste y la Provincia de Foggia en el este. Está ausente en la Península de Salento, (el tacón de la bota de Italia).

## Descripción
La culebra de Esculapio italiana es una culebra grande que logra una longitud total máxima (incluyendo cola) de 2 m . Dorsalmente, es amarillenta-marrón y puede tener cuatro rayas marrones oscuras. Si están presentes, las rayas son igual de anchas y equidistantes entre sí. El iris del ojo es rojo, dándole el nombre común en italiano de saettone occhirossi.

## Hábitat
Los hábitats naturales de Z. lineatus son bosques mediterráneos templados, áreas de matorral, tierra cultivable, pastos, jardines rurales, y cascos urbanos.

## Alimentación
La culebra de Esculapio italiana se alimenta de lagartos, mamíferos pequeños, y huevos.